# Equimosis
En la dermatología, el término equimosis alude a un signo clínico; definida como una lesión subcutánea de tamaño variable caracterizada por depósitos de sangre extravasada bajo la piel intacta o mucosas. Clasificada como contusión simple, es un signo inequívoco de vitalidad.

## Fisiopatología
Después de un trauma local, los eritrocitos o células sanguíneas son fagocitados y degradados por los macrófagos. El color rojo-azulado es producido por una enzima que convierte la hemoglobina en biliverdina, pigmento de color verdoso. Esta última se convierte en bilirrubina, que tiene un color amarillo anaranjado, y luego a hemosiderina, de color entre dorado y café, lo que genera el cambio de colores progresivo de la lesión. La equimosis es el sangrado interno de la piel provocado por la ruptura de algún vaso sanguíneo.

## Clasificación
Cuando la equimosis ocasiona una elevación palpable de la piel sobre la misma se le llama hematoma o, comúnmente, moretón. Si su tamaño es muy pequeño, se le llama petequias.
Los hematomas se pueden dividir en tamaños. Por definición, una equimosis oscila entre 1 y 2 centímetros de largo, y son más largas que las petequias (1-2 mm) o pigmentos púrpuras que son mayores a 3 mm. Los hematomas también tienen bordes difusos de color púrpura azulado.
Los dermatólogos prefieren diferenciar púrpura, petequia y equimosis por sus nombres descriptivos. Otros especialistas, como los internistas, frecuentemente los denominan equimosis, porque la distinción no es relevante en un caso particular.